# Ragnar Erlandsson
Ragnar Erlandsson, född 21 september 1941, är en åländsk politiker (Åländsk Center).
Erlandsson var talman i Ålands lagting 1995–1999 och 2000–2001 och vice talman 1999–2000 samt ledamot i Ålands lagting 1987–1988 och 2001–2007. Han var lantråd (regeringschef) i Ålands landskapsstyrelse 1991–1995 och vice lantråd (vice regeringschef) 1980–1983 samt ledamot av Ålands landskapsstyrelse 1976–1983 och 1988–1991.  
Hösten 2022 mottog Erlandsson självstyrelsens 100-års jubileumsmedalj. 
Ragnar Erlandsson är svärfar till författaren Karin Erlandsson. Han har genom hela sin politiska karriär varit en elitmotionär inom löpning och skidåkning, med fina insatser i bl.a. Vasaloppet, Lidingöloppet och Stockholm Maraton (personbästa 2.47). 